# Каба (фараон)
Каба је био египатски фараон. Владао је четири године у периоду Старог краљевства око 2670. године п. н. е. 

## Владавина
Каба је наследио фараона Секемхета или Санакта. Саградио је Слојну пирамиду на око 4 км јужно од Гизе. Пирамида је остала недовршена. Била је висока око 45 м, а данас је висока око 20 м. Неколико посуда са краљевским именом сведоче да је пирамида грађена за фараона Кабу. У Торинском канону Каба се помиње као "избрисан" што сугерише да је било династичких проблема током његове владавине. 